# Hieracium thaumasium
Hieracium thaumasium là một loài thực vật có hoa trong họ Cúc. Loài này được (Peter) Weiss mô tả khoa học đầu tiên năm 1885.